# Marta americana
A Marta-americana (Martes americana) é uma espécie de Marta nativa da América do Norte, é muito confundida com a marta-pescadora mas diferenciada por ser menor e mais clara.

## Distribuição
A marta vive florestas de coníferas ou mistas no Alasca e no Canadá, e no sul do norte da Nova Inglaterra e pelas Montanhas Rochosas e Sierra Nevada.

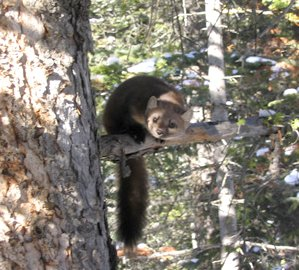

A captura e desmatamento diminuíram a sua população mas ainda continua mais abundante que seu parente maior a marta-pescadora.

## Comportamento
As martas são mais ativas na primavera e outono do que no inverno, pois nestas outras épocas é mais fácil achar comida.
Ambiente
O clima afeta muito no comportamento das martas, em temperaturas de -4° F a atividade da marta diminuí em 45%.
Durante o inverno as martas evitam o máximo de água possível, pois o frio de inverno pode congelar facilmente a mesma. A marta é adaptada a locomoção na neve profunda, pois em áreas aonde possuem martas-pescadoras ou lobos ela pode se locomover com mais velocidade.